# Conditionnalité (aides compensatrices PAC)
Pour les articles homonymes, voir Conditionnalité.
 (février 2023).
La conditionnalité des aides compensatrices PAC consiste à établir un lien entre le versement des aides directes compensatrices couplées et découplées et le respect d'exigences en matière d'environnement, de santé publique, de santé des animaux et des végétaux, et de bien-être animal. Mise en place en France en 2005, la conditionnalité introduit une réduction des paiements directs en cas de non-respect de ces exigences.
Les contrôles de conditionnalité sont aujourd'hui[Quand ?] gérés par l'Agence de services et de paiement.